# Tomo Blažek
Tomo Blažek (Peteranec kraj Koprivnice, 7. ožujka 1807. – Varaždin, 21. veljače 1846.), hrvatski pjesnik.
Završio je Klasičnu gimnaziju u Zagrebu 1825. godine. Nakon što je napustio pripreme za svećeničko zvanje, studirao je pravo u Zagrebu, te je nakon položenog odvjetničkog ispita radio kao odvjetnik u Varaždinu. U mladosti je pisao na njemačkom i latinskom jeziku, da bi nakon prihvaćanja preporodnih ideja stvarao na hrvatskom jeziku. Autor je uglavnom rodoljubnih pjesama, koje je nakon njegove smrti sabrao i objavio pod naslovom 'Političke pjesme pokojnoga Tome Blažeka' (1848.) Antun Nemčić.
Tomo Blažek je bio sudionik Hrvatskog narodnog preporoda, pripadnici kojeg su sami sebe nazivali Ilirci.